# 几内亚比绍国徽
几内亚比绍國徽以圓形为主，上方有一颗代表“非洲独立之星”的黑色五角星，周圍飾以棕櫚枝條。下方绘有一枚扇貝，象征渔业对几内亚比绍的重要性。国徽中下方有一条飾帶，以葡萄牙文书写几内亚比绍的國家格言“团结、奋斗、进步”。
由於歷史原因，几内亚比绍國徽與1975至1992年间的佛得角國徽图案很相似。

## 历史国徽

葡屬幾內亞 1935年5月8日至1951年6月11日
葡屬幾內亞 1951年6月11日至1973年9月24日
葡屬幾內亞 1935年5月8日至1973年9月24日
几内亚比绍共和國（1973-1994年）
几内亚比绍共和國（1994年至今）